# Paliacate

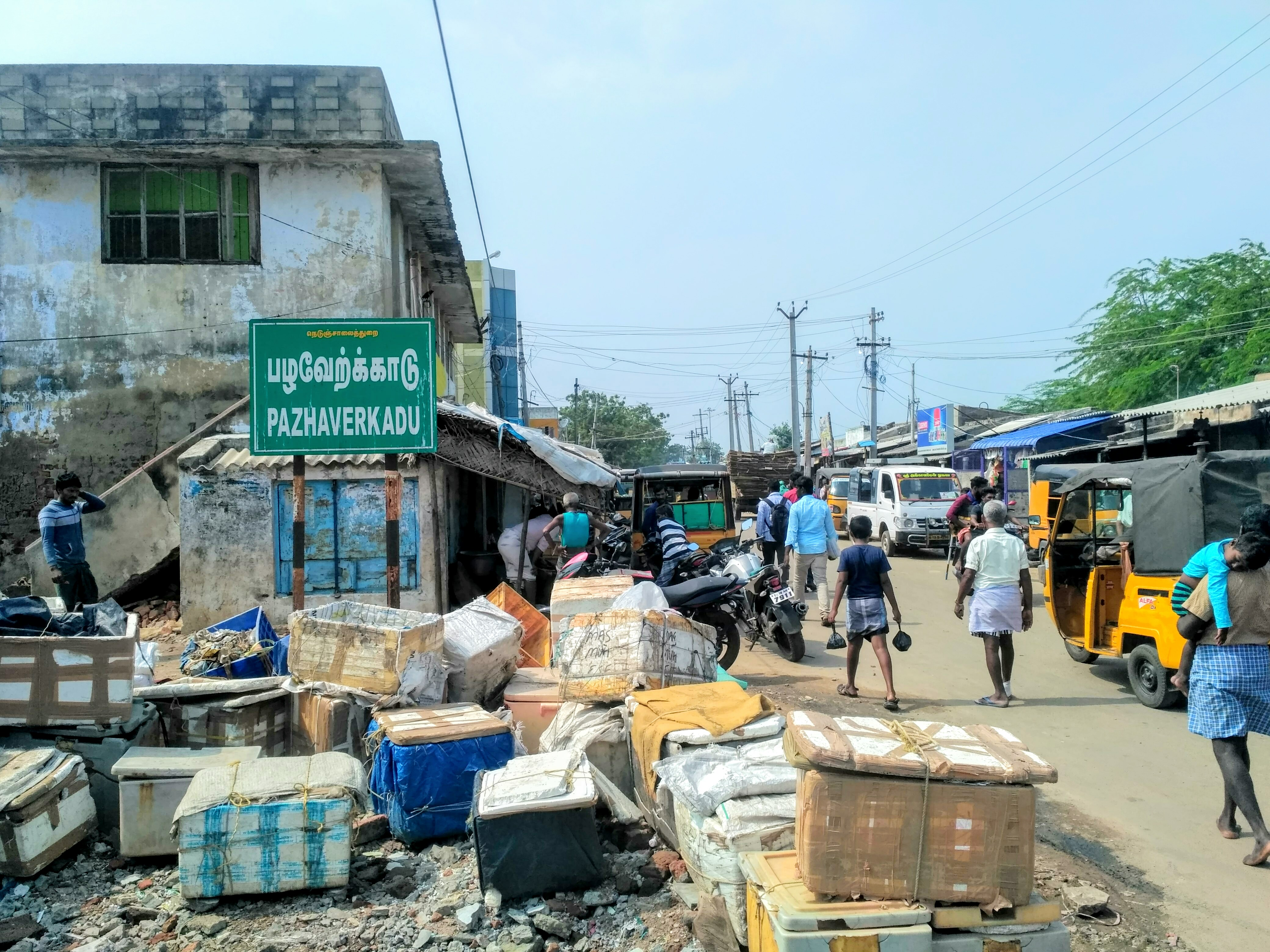

Paliacate (Pulicat em tamile or Pazhaverkadu) é uma vila do estado de Tamil Nadu, na Índia. Localiza-se a norte de Madrasta. Foi um estabelecimento português entre 1518 e 1610, quando foi ocupado pelos neerlandeses. Em 1612 os portugueses atacaram a vila e destruíram a feitoria neerlandesa, mas os portugueses nunca mais ocuparam a vila.